# Miquel Soler
Miquel Soler Sarasols (Girona, 16 de março de 1965) é um ex-futebolista e treinador espanhol, que atuava como defensor.

## Carreira
Miquel Soler fez parte do elenco da Seleção Espanhola de Futebol da Eurocopa de 1988.